# Aeroporto Città di Catamayo
L'aeroporto Città di Catamayo (fino al 13 maggio 2013 aeroporto di Loja) (in spagnolo: Aeropuerto Ciudad de Catamayo) (IATA: LOH, ICAO: SELO) è un aeroporto ecuadoriano che serve la provincia di Loja, nel sud dell'Ecuador.
La struttura è situata a circa 1 chilometro a sud-sud-ovest della città di Catamayo, capitale del Cantone di Catamayo, e a 38 km da Loja. La struttura è dotata di una pista di asfalto lunga 2050 m, l'altitudine è di 1 236 m, l'orientamento della pista è RWY 06-24. L'aeroporto è aperto al traffico commerciale dall'alba al tramonto.
L'aeroporto fu costruito a Catamayo durante il periodo di governo del Presidente dell'Ecuador Camilo Ponce Enríquez in carica dal 1956 al 1960 e originalmente a lui intitolato. Il 13 maggio 2013, il rinnovato e riaperto aeroporto è stato ufficialmente ribattezzato Aeroporto Città di Catamayo in seguito a un concorso indetto dal Ministero dei Trasporti e delle Opere Pubbliche ecuadoriano.